# Lotus Elan
La Lotus Elan è un'autovettura classificata come spider compatta prodotta dalla casa automobilistica inglese Lotus in due distinte generazioni.
Le due serie, non contigue ma accomunate dal materiale di fabbricazione della carrozzeria ovvero la vetroresina, vengono convenzionalmente denominate Elan R26 prodotta tra il 1962 ed il 1975 ed Elan M100 prodotta tra il 1989 ed il 1996.

## Lotus Elan 1500, 1600, S2, S3, S4, Sprint, +2 (1962-1975)
Lanciata nel 1962, la prima generazione della Elan riassumeva in sé tutta la filosofia del patròn della casa britannica Colin Chapman: telaio monotrave in acciaio, carrozzeria spyder in vetroresina, peso contenuto e agilità da vettura da corsa. 

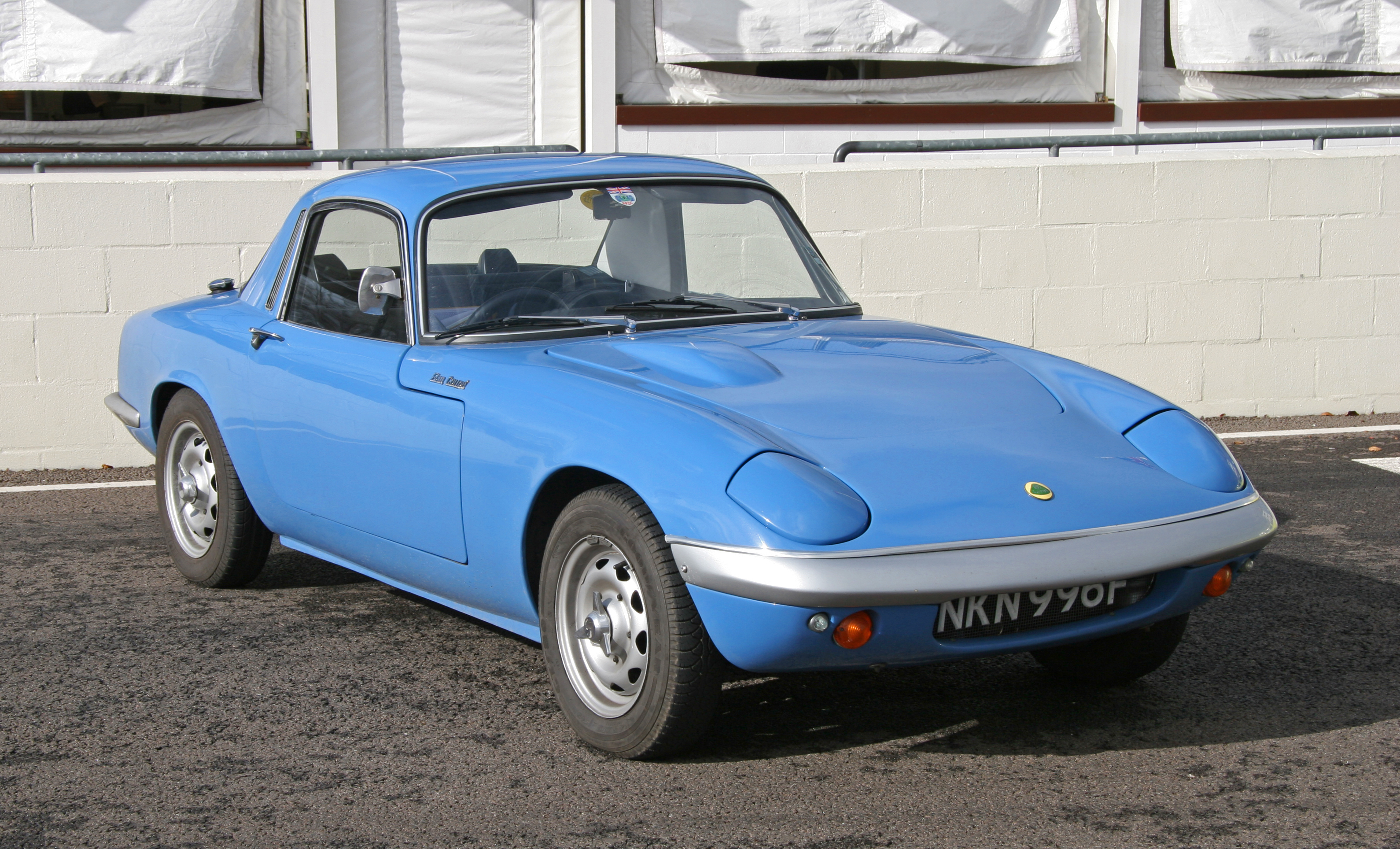
La Lotus Elan Fixed Head Coupé

La Elan era anche un'automobile evoluta, con sospensioni a 4 ruote indipendenti e doppi bracci triangolari, 4 freni a disco e motore a 4 cilindri in linea con distribuzione bialbero.
Pur derivato dal motore Ford Kent sviluppato dalla Lotus, il nuovo 4 cilindri di 1.558 cm³ presentava modifiche sostanziali: distribuzione con 2 alberi a camme in testa, diverso albero motore, testata in alluminio, inediti pistoni e valvole modificate.
Grazie a queste modifiche sostanziali che il motore portava la firma Lotus, la potenza trasmessa alla ruote posteriori da un cambio manuale a 4 rapporti era di 108 cavalli.
Favorita da un peso contenuto in soli 585 kg e dall'estrema agilità, la piccola spyder inglese toccava i 185 km/h.
Nel 1964 la versione spyder venne affiancata dalla Fixed Head Coupé (FHC), vale a dire una versione coupé con tetto fisso al posto della capote in tela. La meccanica e la linea della vettura, con tetto a parte, rimanevano invariate.

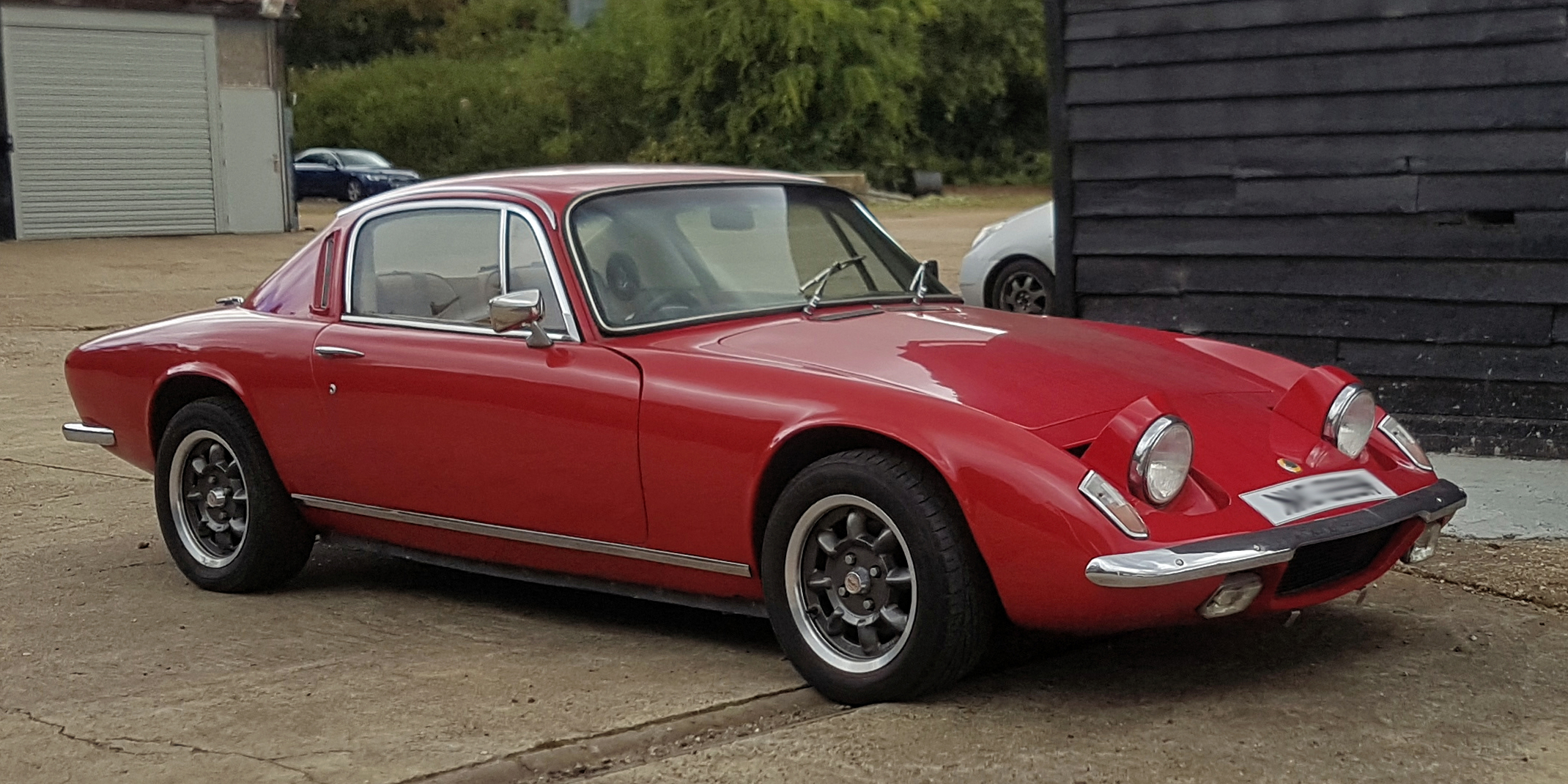
Lotus Elan +2S 130 del 1973

Nel 1967, in occasione di alcune modifiche di dettaglio a interni e gruppi ottici posteriori, la gamma venne ampliata con l'introduzione della versione Elan +2. Si trattava di una versione coupé con passo allungato, carrozzeria ridisegnata e abitacolo più spazioso. La meccanica era identica a quella delle altre versioni spyder e FHC.
L'evoluzione proseguì, secondo la moda britannica degli affinamenti annuali, fino al 1971, quando vennero lanciate le Elan Sprint e Elan +2 S 130, poi quest' ultima evoluta come Elan +2 S 130/5 perché fornita di cambio a 5 marce, equipaggiate con la versione potenziata a 126 cavalli del bialbero da 1.6 litri. La produzione di tutte le Elan R26 cessò nel 1975. In tutto sono state prodotte circa 6.050 Spyder, 4.000 FHC e 5.168 Elan +2.

### Evante Elan Spyder
Nel 1987 la Elan spyder venne riproposta dalla piccola casa inglese Evante Cars, che la rimise in produzione con pochissime varianti estetiche, migliorie al telaio e aggiunta di kevlar nell'impasto della carrozzeria equipaggiandola con un motore bialbero Vegantune di 1.699 cm³, con potenze da 140 o 160 cavalli, e cambio derivato dalla Ford Sierra; le versioni erano rinominate rispettivamente 140TC e 160TC. Rimasero in produzione fino al 1992, quando la Evante dichiarò fallimento.

## Seconda serie M100 (1989-1996)
Nella seconda metà degli anni ottanta la Lotus, in grande crisi economica, acquistata dalla General Motors, aveva una gamma che accusava il peso degli anni, dove tutti i modelli in listino erano evoluzioni di vetture nate 10 anni prima. Occorreva creare un modello di rottura, che recuperasse lo spirito originario del marchio di leggerezza e agilità, proponendo al tempo stesso qualcosa di inedito.
La più importante novità fu l'adozione della trazione anteriore, prima volta su una Lotus.
La nuova spider, che debuttò nel 1989 col nome di Lotus Elan M100 accanto ai concetti classici della casa con carrozzeria in vetroresina e Kevlar, telaio a trave centrale in acciaio, venne disegnata dal designer inglese Peter Stevens.
Il motore, un 4 cilindri in linea di 1.588 cm³ bialbero 16 valvole di derivazione Isuzu, opportunamente rivisto e potenziato dalla stessa Lotus, alimentato a iniezione elettronica e dotato di turbocompressore IHI con intercooler, era montato in posizione anteriore trasversale e veniva abbinato a un cambio manuale a 5 rapporti.
Grazie all'elevata potenza per l'epoca, di 167 cavalli a 6600 giri/min. (con limitatore a 7200 giri/min), quindi oltre 105 cv/litro, la nuova Elan, proposta solo con la carrozzeria spider, raggiungeva i 220 km/h e complice anche l'ottima trazione, accelerava da 0 a 100 km/h, in appena 6,8 secondi (prova strumentale della rivista mensile Quattroruote, con Ivan Capelli come tester) con un peso effettivo di soli 1.020 kg e grazie alle sospensioni a 4 ruote indipendenti con doppi triangoli e ai 4 freni a disco, di cui gli anteriori ventilati, era molto agile e sicura, ottenendo pertanto un ottimo handling.
In Italia, non ebbe il successo che l'azienda di Hethel si aspettava, soprattutto a causa del prezzo all'epoca piuttosto elevato, (circa 55 milioni di lire) rispetto ad altre vetture sportive vendute in quel periodo, la produzione per decisione della General Motors, cessò nel 1992, dopo solo 3.855 esemplari costruiti.

### La Elan di Romano Artioli
Due anni più tardi, quando il costruttore inglese venne acquistato dall'imprenditore Romano Artioli, la Elan venne reinserita in listino con l'aggiunta della sigla S2, caratterizzata da alcune leggere novità estetiche ed agli interni, mentre meccanicamente veniva adottata la marmitta catalitica di serie con la potenza che scese a 158 cavalli. Ne furono prodotti solo 800 esemplari fino al 1996. 

Sempre nel 1996 i diritti di produzione vennero venduti da parte di Artioli alla casa coreana Kia Motors che tra il 1996 ed il 1997 né costruì 1.000 esemplari commercializzati esclusivamente sul mercato interno col proprio marchio. Il motore era un 4 cilindri bialbero 16 valvole aspirato di 1,8 litri da 151 cavalli.

## Prototipi

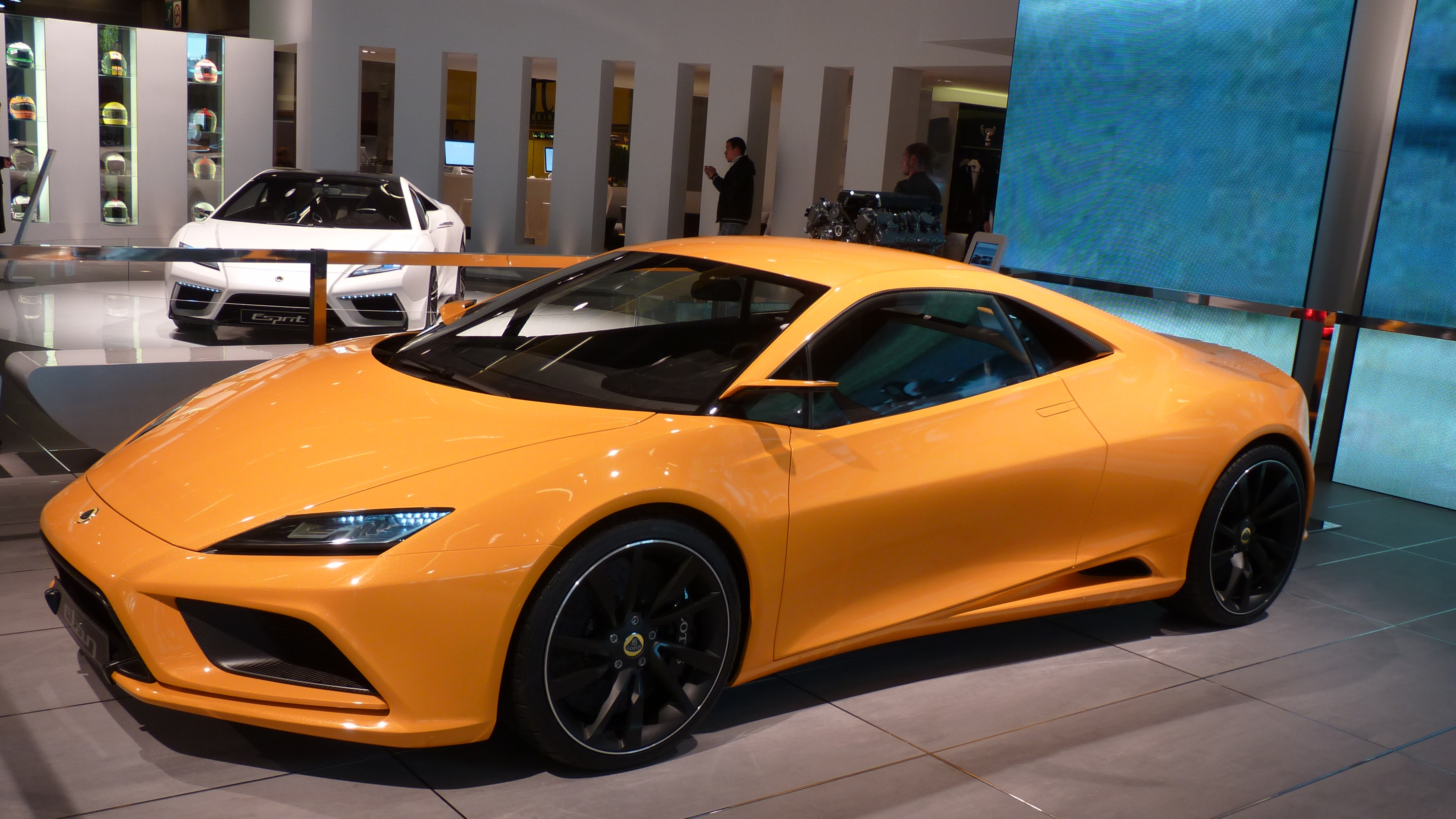
Il prototipo della Lotus Elan esposta al salone di Parigi del 2010

Il prototipo di una nuova Elan venne presentato in occasione del Salone dell'automobile di Parigi nel 2010, con la previsione di essere messa in produzione su scala industriale verso il 2013; il progetto della "nuova Elan" venne però cancellato.
Inizialmente la vettura doveva essere equipaggiata da un motore 6 cilindri a V da 4.0 litri montato in posizione centrale rispetto al corpo vettura, con la trazione che era posteriore come nella prima serie della stessa e aveva un peso complessivo con guidatore escluso di 1.295 kg.